# Telehit (México)
Telehit é um canal de televisão por assinatura latino-americano de origem mexicana com temática musical, voltado para o público hispanofalante. O canal foi lançado em 27 de agosto de 1993, é propriedade da TelevisaUnivision e é operado pela Televisa Internacional. Além de vídeos, o canal também transmite concertos, especiais sobre artistas e programação de interesse para a juventude. Está disponível em vários países da América Latina e nos Estados Unidos .
Transmitindo desde 1993, a Telehit se tornou a segunda rede de videoclipes em língua espanhola, depois da MTV. O que começou como uma rede de música espanhola, agora é uma fusão universal de diferentes ritmos musicais, como pop, rock, eletrônico, hip-hop e reggaeton.

## Los Premios Telehit
Los Premios Telehit foi apresentado pela primeira vez em 5 de novembro de 2008. A premiação foi criada em comemoração aos seus 15 anos na televisão mexicana. Os prêmios reconhecem os artistas mais destacados da música.